# Diocesi di San Sebastián

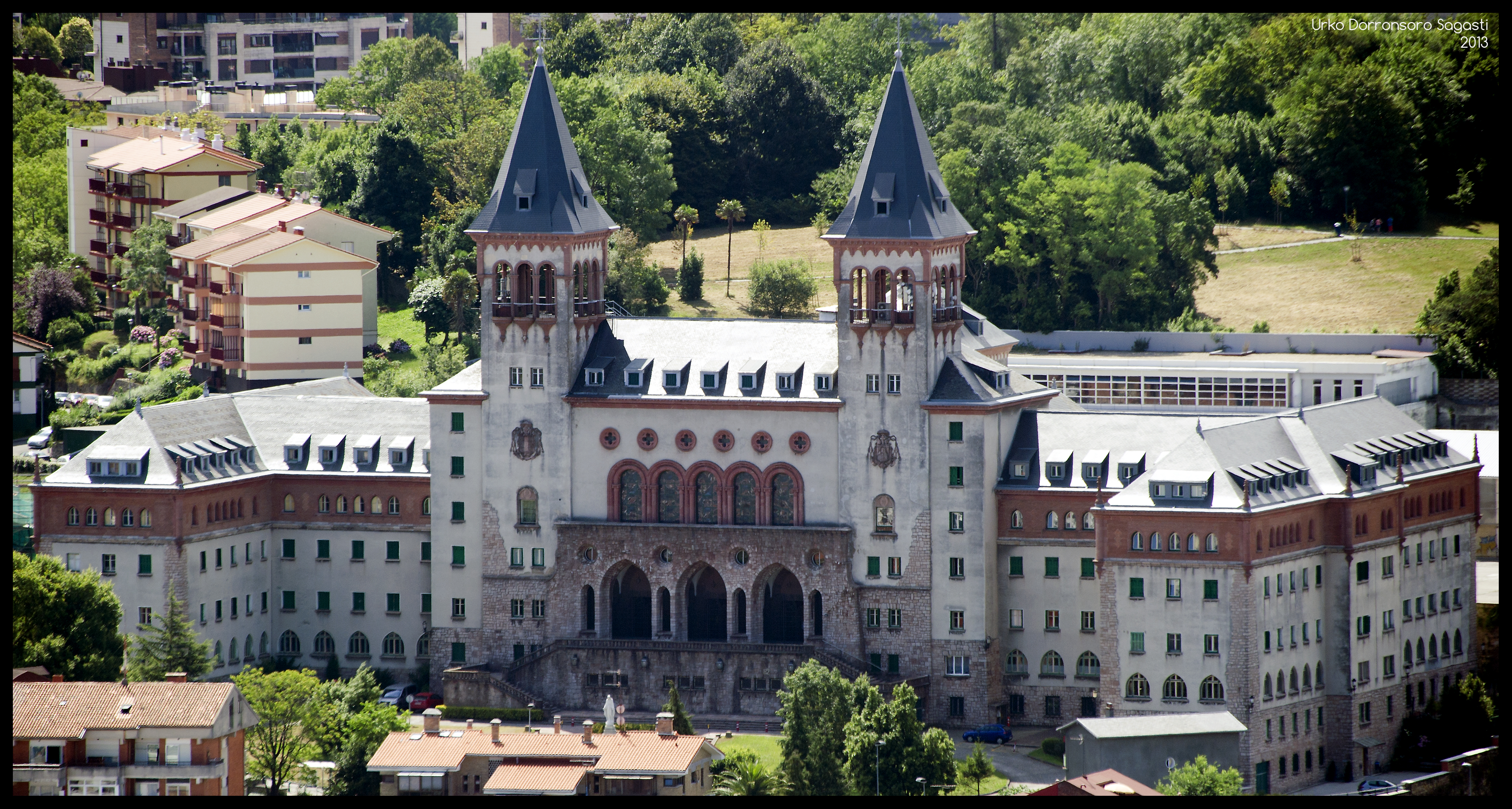
Il seminario diocesano di San Sebastián.

La diocesi di San Sebastián (in latino Dioecesis Sancti Sebastiani) è una sede della Chiesa cattolica in Spagna suffraganea dell'arcidiocesi di Pamplona. Nel 2022 contava 615.822 battezzati su 726.033 abitanti. È retta dal vescovo Fernando Prado Ayuso, C.M.F.

## Territorio
La diocesi comprende la provincia di Gipuzkoa.
Sede vescovile è la città di San Sebastián, dove si trova la cattedrale del Buon Pastore.
Il territorio è suddiviso in 207 parrocchie, raggruppate in 15 arcipresbiterati: Arrasate‑Mondragón, Azpeitia, Bergara, San Sebastián‑Antiguo, San Sebastián‑San Ignacio, San Sebastián‑Santa María, Eibar, Errenteria, Hernani, Herrera‑Alza, Irun, Ordizia, Tolosa, Zarautz e Zumarraga.

## Storia
La diocesi è stata eretta il 2 novembre 1949 con la bolla Quo commodius di papa Pio XII, ricavandone il territorio dalla diocesi di Vitoria.
Originariamente suffraganea dell'arcidiocesi di Burgos, l'11 agosto 1956 è entrata a far parte della provincia ecclesiastica di Pamplona.

## Cronotassi dei vescovi
Si omettono i periodi di sede vacante non superiori ai 2 anni o non storicamente accertati.
- Jaime Font y Andreu † (13 maggio 1950 - 13 febbraio 1963 deceduto)
- Lorenzo Bereciartúa y Balerdi † (6 agosto 1963 - 23 ottobre 1968 deceduto)
- Jacinto Argaya Goicoechea † (18 novembre 1968 - 16 febbraio 1979 ritirato)
- José María Setién Alberro † (16 febbraio 1979 - 13 gennaio 2000 dimesso)
- Juan María Uriarte Goiricelaya † (13 gennaio 2000 - 21 novembre 2009 ritirato)
- José Ignacio Munilla Aguirre (21 novembre 2009 - 7 dicembre 2021 nominato vescovo di Orihuela-Alicante)[1]
- Fernando Prado Ayuso, C.M.F., dal 31 ottobre 2022

## Statistiche
La diocesi nel 2022 su una popolazione di 726.033 persone contava 615.822 battezzati, corrispondenti all'84,8% del totale.
| anno | popolazione | popolazione | popolazione | presbiteri | presbiteri | presbiteri | presbiteri                | diaconi | religiosi | religiosi | parrocchie |
| anno | battezzati  | totale      | %           | numero     | secolari   | regolari   | battezzati per presbitero | diaconi | uomini    | donne     | parrocchie |
| ---- | ----------- | ----------- | ----------- | ---------- | ---------- | ---------- | ------------------------- | ------- | --------- | --------- | ---------- |
| 1950 | 373.500     | 374.029     | 99,9        | 850        | 553        | 297        | 439                       |         | 886       | 2.955     | 158        |
| 1960 | ?           | 600.187     | ?           | ?          | 1.177      | 676        | 501                       |         | 1.221     | 3.482     | 193        |
| 1980 | 708.638     | 714.693     | 99,2        | 1.083      | 604        | 479        | 654                       |         | 910       | 2.747     | 211        |
| 1990 | 685.000     | 697.435     | 98,2        | 814        | 480        | 334        | 841                       |         | 684       | 2.194     | 214        |
| 1999 | 667.000     | 676.208     | 98,6        | 660        | 357        | 303        | 1.010                     |         | 577       | 1.474     | 215        |
| 2000 | 672.000     | 681.258     | 98,6        | 648        | 358        | 290        | 1.037                     |         | 510       | 1.406     | 216        |
| 2001 | 668.000     | 677.275     | 98,6        | 655        | 340        | 315        | 1.019                     |         | 410       | 1.198     | 216        |
| 2002 | 612.062     | 680.069     | 90,0        | 638        | 324        | 314        | 959                       |         | 533       | 1.776     | 216        |
| 2003 | 616.929     | 683.415     | 90,3        | 556        | 316        | 240        | 1.109                     |         | 550       | 1.704     | 216        |
| 2004 | 621.988     | 684.416     | 90,9        | 651        | 318        | 333        | 955                       |         | 576       | 1.703     | 216        |
| 2010 | 649.899     | 705.698     | 92,1        | 486        | 263        | 223        | 1.337                     |         | 406       | 1.506     | 215        |
| 2014 | 641.193     | 708.207     | 90,5        | 445        | 238        | 207        | 1.440                     | 1       | 366       | 1.247     | 215        |
| 2017 | 631.021     | 717.832     | 87,9        | 441        | 223        | 218        | 1.430                     | 3       | 350       | 1.122     | 214        |
| 2020 | 635.500     | 723.576     | 87,8        | 385        | 196        | 189        | 1.650                     | 3       | 301       | 1.024     | 209        |
| 2022 | 615.822     | 726.033     | 84,8        | 340        | 183        | 157        | 1.811                     | 3       | 264       | 928       | 207        |